# Sarlós réce

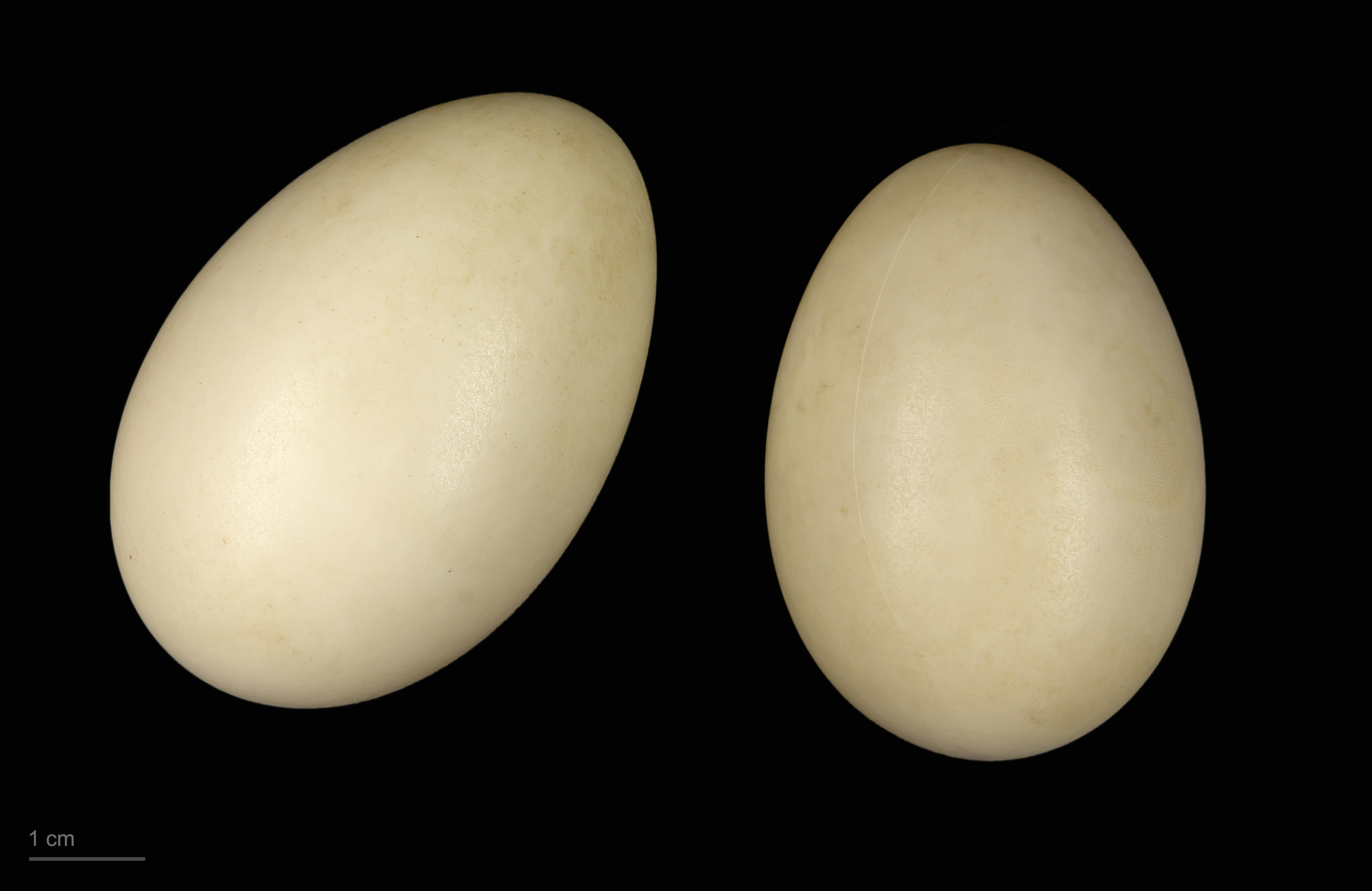
Anas falcata

A sarlós réce (Anas falcata) a madarak osztályának lúdalakúak (Anseriformes) rendjébe és a récefélék (Anatidae) családjába tartozó faj.

## Előfordulása
Észak-Ázsiában elterjedt, télen délre vonul, de néha áttelel. Kedveli a sekély szikes tavakat, nádasok szegélyét.

## Megjelenése
Testhossza 48-54 centiméter, a tojó valamivel kisebb és könnyebb a hímnél.

## Életmódja
Főként növényevő, de rovarokat is fogyaszt.

## Szaporodása
Fészekalja 6-10 tojásból áll, a fiókák fészekhagyók.